# Крапивка (приток Уя)
Крапивка — река в России, протекает по Тарскому району Омской области. Устье реки находится в 26 км по правому берегу реки Уй, в деревне Крапивка. Высота устья — 55 м над уровнем моря. Длина реки составляет 13 км.

## Данные водного реестра
По данным государственного водного реестра России относится к Иртышскому бассейновому округу, водохозяйственный участок реки — Иртыш от впадения реки Омь до впадения реки Ишим, без реки Оша, речной подбассейн реки — бассейны притоков Иртыша до впадения Ишима. Речной бассейн реки — Иртыш.